# Scytothamnales
A Scytothamnales a barnamoszatok (Phaeophyceae) egyik kládja. 1998-ban nevezték el A. F. Peters és M. N. Clayton az akkor önálló családként, később a Splachnidiaceae alá tartozóként besorolt Scytothamnaceae alapján. Az Asteronemataceae, a Bachelotiaceae és a Splachnidiaceae tartoznak ide, ezek közül az előbbi kettő monotipikus, egyetlen nemzetségük az Asteronema, illetve a Bachelotia.

## Történet
Az elsőként leírt csoportjai a Splachnidium Greville 1830, a Scytothamnus Hooker et Harvey 1845 és a Stereocladon Hooker et Harvey 1845 voltak, melyeket Mitchell és Whitting a Splachnidiaceae családba sorolt.:138
Hamel 1939-ben közölt megfelelő meghatározást a Bachelotia nemzetségre. Ennek és az Asteronema nemzetségnek ide kerülése molekuláris bizonyítékokon alapul, és távoli rokonai az Asterocladonnak.
1987-ben Womersley létrehozta a Scytothamnusnak a Scytothamnaceae családot, de Silberfeld et al. 2014-es tanulmánya szerint mivel a Splachnidium rugosum a Scytothamnus és Stereocladon nemzetségek közeli rokona morfológiailag és genomikailag is, nem indokolt a különválasztás.:138
A rendet A. F. Peters és M. N. Clayton írták le 1998-ban, majd Silberfeld et al. 2011-ben az Asteronemataceae és Bachelotiaceae hozzáadásával egészítették ki.:138

## Morfológia

### Sejt
1 vagy több csillag vagy tengely mentén elhelyezkedő lebenyes kloroplasztisza van centrális pirenoidokkal, bennük több csőszerű mélyedéssel, és mivel az Ectocarpaleséitől morfológiailag jelentősen különböznek, feltehetően több úton fejlődtek ki vagy váltak jelentőssé a barnamoszatokban.

### Szervezet
Kerek elágazó parenchimás gametofitonja van, hosszuk legfeljebb 30 cm, gyökerük kicsi.:290 Receptákulumuk az Ascoseiralesszel alkotott kládjuk közös ősében jelent meg.!

## Élőhely
Mérsékelt és hideg övezeti vizekben élnek.:9

## Életciklus
Nemzedékváltakozása heteromorf: a gametofiton nagy, parenchimás, növekedése köztes, míg a sporofiton kicsi, fonalas és apikálisan nő.
Ivaros szaporodása izogám vagy unizoidos.

## Paraziták
A Maullinia ectocarpii a Scytothamnales sporo- és gametofitonjait is fertőzi.

## Filogenetika
A 125 millió évvel ezelőtt kialakult Bacr (barnamoszatkoronacsoport-radiáció) egyik legkorábbi ága.:9 Choi et al. 2024-es kutatásai szerint az Ascoseiralesszel egy kládot alkot, ez a Sporochnalesszel nem.

## Jelentőség
A Splachnidium rugosum antivirális hatással rendelkezhet.